# Вальєсеко (Лас-Пальмас)
Вальєсеко (ісп. Valleseco) — муніципалітет в Іспанії, у складі автономної спільноти Канарські острови, у провінції Лас-Пальмас, на острові Гран-Канарія. Населення — 3935 осіб (2010).
Муніципалітет розташований на відстані близько 1750 км на південний захід від Мадрида, 15 км на південний захід від міста Лас-Пальмас-де-Гран-Канарія.
На території муніципалітету розташовані такі населені пункти: (дані про населення за 2010 рік)
- Барранко: 33 особи
- Барранкільйо: 77 осіб
- Карпінтерас: 103 особи
- Касерон: 150 осіб
- Лансароте: 1034 особи
- Мадрелагуа: 275 осіб
- Монагас: 152 особи
- Троянас: 170 осіб
- Вальсендеро: 188 осіб
- Вальєсеко: 736 осіб
- Самора: 232 особи
- Сумакаль: 557 осіб
- Ель-Ломо: 228 осіб

## Демографія
Динаміка населення (INE ):

## Галерея зображень

Розташування муніципалітету